# Пријаци
Пријаци су насељено мјесто у Босни и Херцеговини у општини Бугојно које административно припада Федерацији Босне и Херцеговине. Према попису становништва из 1991. у насељу је живјело 192 становника.

## Становништво
| Националност       | 1991. | 1981. | 1971. | 1961. |
| Срби               | 117   | 144   | 168   | 178   |
| Хрвати             | 74    | 74    | 55    | 41    |
| остали и непознато | 1     |       |       |       |
| Укупно             | 192   | 218   | 223   | 219   |

| Демографија | Демографија | Демографија |
| Година      | Становника  | Становника  |
| ----------- | ----------- | ----------- |
| 1961.       | 219         |             |
| 1971.       | 223         |             |
| 1981.       | 218         |             |
| 1991.       | 192         |             |